# Sallenôves
Sallenôves est une commune française située dans le département de la Haute-Savoie, en région Auvergne-Rhône-Alpes.

## Géographie
Située à 18 km d'Annecy (Haute-Savoie) et à 8 km de Frangy, Sallenôves fait partie du canton d'Annecy-1. Son altitude est de 448 mètres et sa superficie de 364 hectares. C'est donc une petite commune qui est séparée de Chilly et de Contamine par le nant du Jamaloup, de Mésigny par le nant des Aillets dit encore de la Maladière, de Marlioz et de Choisy par les Petites Usses.

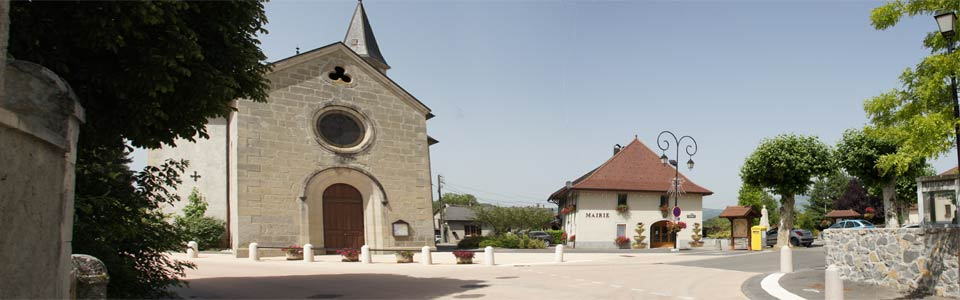

L'intersection du 46e parallèle nord et du 6e méridien à l'est de Greenwich se trouve sur le territoire de la commune (voir aussi le Degree Confluence Project).
La commune compte 7 hameaux en plus du chef-lieu :
- Bonlieu
- Champs des Îles
- Donvier
- La Tatte
- Les Chavannes
- Les Chenêts
- Les Sises

## Urbanisme

### Typologie
Au 1er janvier 2024, Sallenôves est catégorisée commune rurale à habitat dispersé, selon la nouvelle grille communale de densité à sept niveaux définie par l'Insee en 2022.
Elle est située hors unité urbaine. Par ailleurs la commune fait partie de l'aire d'attraction d'Annecy, dont elle est une commune de la couronne,. Cette aire, qui regroupe 79 communes, est catégorisée dans les aires de 200 000 à moins de 700 000 habitants,.

### Occupation des sols
L'occupation des sols de la commune, telle qu'elle ressort de la base de données européenne d’occupation biophysique des sols Corine Land Cover (CLC), est marquée par l'importance des territoires agricoles (69,2 % en 2018), en diminution par rapport à 1990 (73,5 %). La répartition détaillée en 2018 est la suivante : 
zones agricoles hétérogènes (30,7 %), terres arables (26,2 %), forêts (23,8 %), prairies (12,4 %), zones urbanisées (7 %).
L'IGN met par ailleurs à disposition un outil en ligne permettant de comparer l’évolution dans le temps de l’occupation des sols de la commune (ou de territoires à des échelles différentes). Plusieurs époques sont accessibles sous forme de cartes ou photos aériennes : la carte de Cassini (XVIIIe siècle), la carte d'état-major (1820-1866) et la période actuelle (1950 à aujourd'hui).

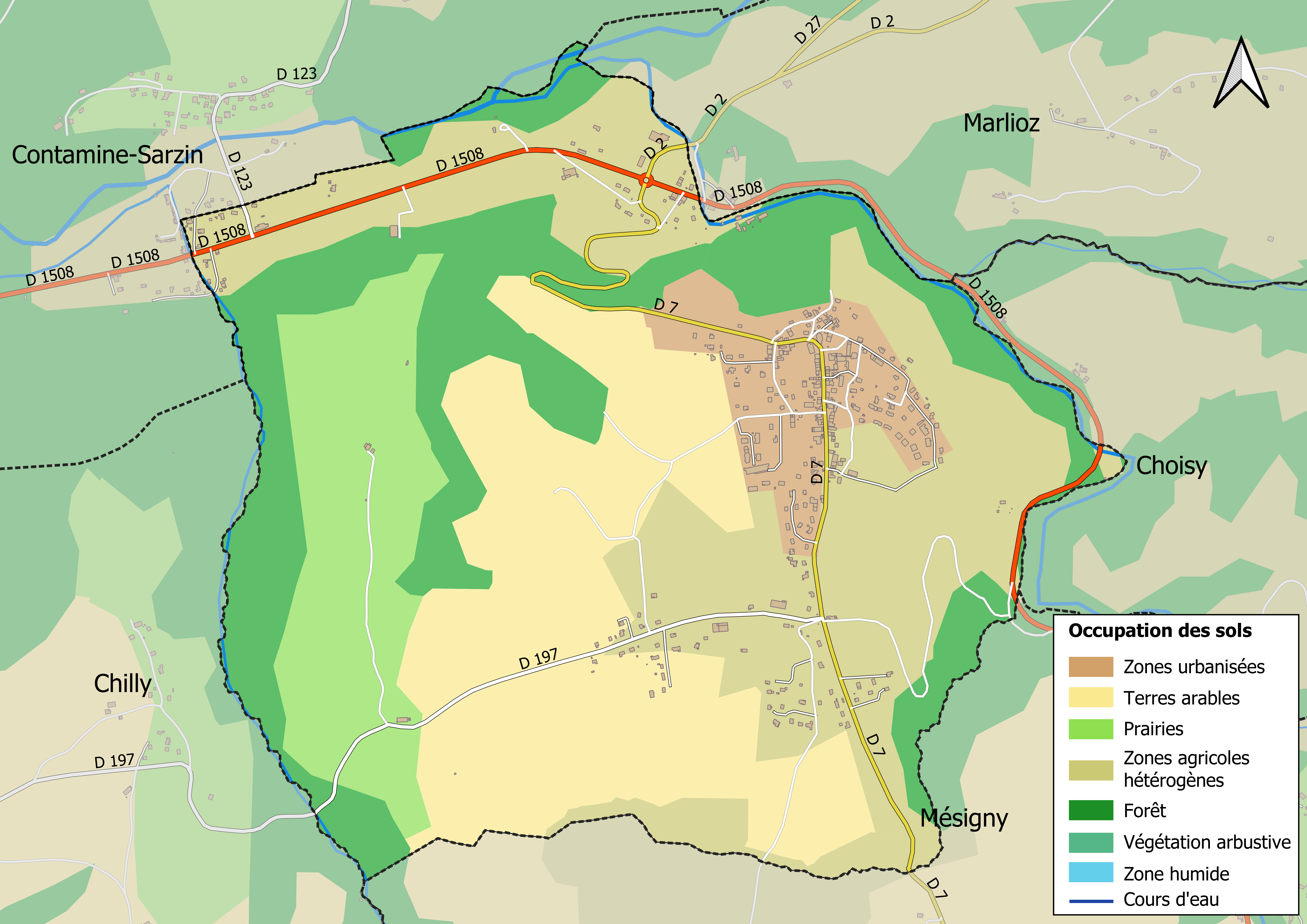
Carte des infrastructures et de l'occupation des sols en 2018 (CLC) de la commune.
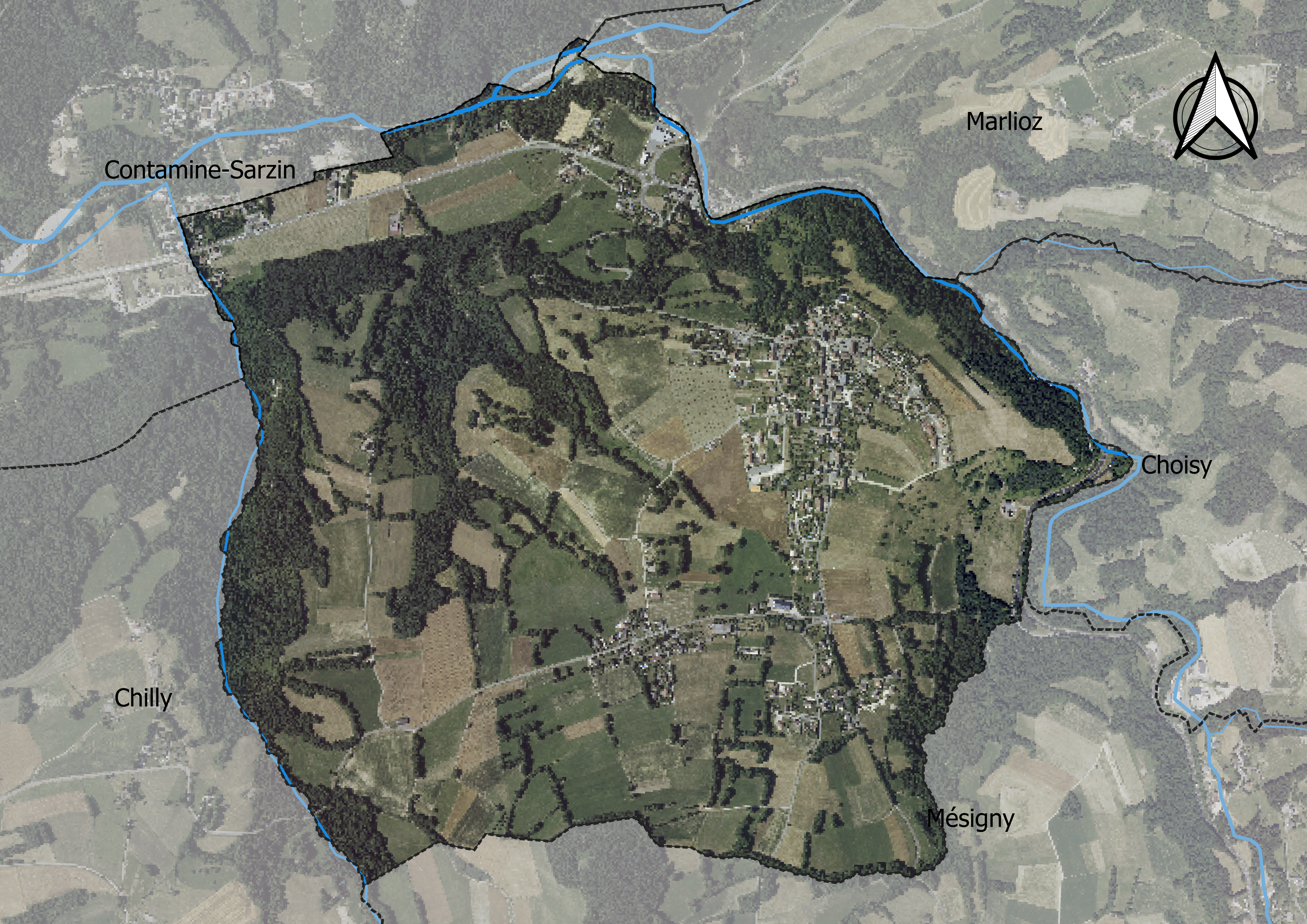
Carte orthophotogrammétrique de la commune.

## Toponymie
L'ancien nom de la paroisse et de la commune Sallenôves est Chetonnay ou Cheptonnex,. Le nom est modifié vers le milieu du XVIIIe siècle où à la reconstruction du village, les habitants choisissent de lui donner le nom de la famille de Sallenove.
Les auteurs de Histoire des communes savoyardes rappellent qu'à l'origine le nom de la commune ne comprenait pas de -s final, comme en 1793, mais qu'il est depuis consacré.
En francoprovençal, le nom de la commune s'écrit Salanûva, selon la graphie de Conflans.

## Histoire
Durant la Première Guerre mondiale, jusqu'à 76 hommes du village seront appelés au front. Vingt soldats sont morts pendant la guerre dont 18 pères de famille.

## Politique et administration

### Situation administrative
La commune de Sallenôves appartient au canton d'Annecy-1, qui compte, selon le redécoupage cantonal de 2014, 9 communes et une fraction de la ville d'Annecy. Avant ce redécoupage, elle appartenait au canton d’Annecy-Nord-Ouest.
Elle fait partie de la communauté de communes Fier et Usses (CCFU) qui regroupe six autres communes, Sillingy, Choisy, Lovagny, Mésigny, Nonglard et La Balme-de-Sillingy. Initialement, les six communes rurales du canton d’Annecy-Nord-Ouest forme en 1992 un EPCI autour du territoire du Fier et des Usses, qui évolue en 2002 en communauté de communes, que la commune de Sallenôves rejoint.
Sallenôves relève de l'arrondissement d'Annecy et de la première circonscription de la Haute-Savoie, dont le député est Bernard Accoyer (UMP) depuis les élections de 2012.

### Liste des maires
| Période                                  | Période  | Identité              | Étiquette | Qualité |
| ---------------------------------------- | -------- | --------------------- | --------- | ------- |
| 1861                                     | 1874     | Claude Gaillard       | ...       | ...     |
| 1874                                     | 1878     | Henry Dupont          | ...       | ...     |
| 1878                                     | 1881     | Jacques Duparc        | ...       | ...     |
| 1881                                     | 1884     | Joseph Dupont         | ...       | ...     |
| 1884                                     | 1898     | Louis Gaillard        | ...       | ...     |
| 1898                                     | 1920     | Nicolas Bussat        | ...       | ...     |
| 1920                                     | 1935     | François Duparc       | ...       | ...     |
| 1935                                     | 1944     | Antoine Duparc        | ...       | ...     |
| 1944                                     | 1977     | Robert Lancian        | ...       | ...     |
| 1977                                     | 1995     | Jean Dupont           | DVD       | ...     |
| 1995                                     | 2020     | Marcel Mugnier-Pollet |           |         |
| 2020                                     | En cours | Maly Sbaffo           | ...       | ...     |
| Les données manquantes sont à compléter. |          |                       |           |         |

## Démographie
Ses habitants sont appelés les Sallenôviens.
L'évolution du nombre d'habitants est connue à travers les recensements de la population effectués dans la commune depuis 1793. Pour les communes de moins de 10 000 habitants, une enquête de recensement portant sur toute la population est réalisée tous les cinq ans, les populations de référence des années intermédiaires étant quant à elles estimées par interpolation ou extrapolation. Pour la commune, le premier recensement exhaustif entrant dans le cadre du nouveau dispositif a été réalisé en 2006.

En 2022, la commune comptait 847 habitants, en évolution de +24,93 % par rapport à 2016 (Haute-Savoie : +6,01 %, France hors Mayotte : +2,11 %).
| 1793 | 1800 | 1806 | 1822 | 1838 | 1848 | 1858 | 1861 | 1866 |
| ---- | ---- | ---- | ---- | ---- | ---- | ---- | ---- | ---- |
| 252  | 162  | 166  | 358  | 396  | 429  | 459  | 498  | 480  |

| 1872 | 1876 | 1881 | 1886 | 1891 | 1896 | 1901 | 1906 | 1911 |
| ---- | ---- | ---- | ---- | ---- | ---- | ---- | ---- | ---- |
| 442  | 449  | 433  | 490  | 462  | 452  | 427  | 408  | 382  |

| 1921 | 1926 | 1931 | 1936 | 1946 | 1954 | 1962 | 1968 | 1975 |
| ---- | ---- | ---- | ---- | ---- | ---- | ---- | ---- | ---- |
| 308  | 281  | 274  | 275  | 299  | 245  | 226  | 234  | 228  |

| 1982 | 1990 | 1999 | 2006 | 2011 | 2016 | 2021 | 2022 | - |
| ---- | ---- | ---- | ---- | ---- | ---- | ---- | ---- | - |
| 301  | 400  | 476  | 559  | 575  | 678  | 820  | 847  | - |

## Culture et patrimoine

### Lieux et monuments
- Le château de Sallenove, ancienne maison forte du XIIe siècle, remaniée au XIVe – XVe siècles, située sur un éperon rocheux à la jonction des Petites et Grandes Usses.
- Abbaye de Bonlieu :

Au XIe siècle, un couvent de bénédictines avait été fondé sur le territoire de Chilly, au lieu-dit Chamarande. L’église et une partie des bâtiments et des terres ont été emportées dans un glissement de terrain provoqué par le débordement du Jamaloup. À la suite de ces « dommages irréparables causés à leurs maisons et possessions », les religieuses, des bénédictines sont transportées de Chamarande à Bonlieu.
En 1165, le comte Amédée Ier de Genève fonde, dote et érige l'abbaye de Bonlieu dans l'ordre cistercien de Saint-Bernard.

### Héraldique
| Armes de Sallenôves | Les armes de Sallenôves se blasonnent ainsi : Palé d'argent de gueules de six pièces, à la bande d'or brochante sur le tout. |